# Ctenidium malacobolum
Ctenidium malacobolum är en bladmossart som beskrevs av Brotherus 1909. Ctenidium malacobolum ingår i släktet Ctenidium och familjen Hypnaceae. Inga underarter finns listade i Catalogue of Life.